# María Julia Pou Brito del Pino
María Julia Pou Brito del Pino (Montevideo, 1947), més coneguda com a Julita, va ser primera dama de l'Uruguai, en estar casada amb l'expresident de la República, Luis Alberto Lacalle.
És llicenciada en Lletres per la Universitat de La Sorbona, a París. Com a primera dama el 1990, va fundar Acción Solidaria, una institució que va presidir fins a l'any 1997, quan va decidir dedicar-se a l'activitat política. Va fundar l'agrupació Acción Comunitaria, (que va congregar entre d'altres a Beatriz Argimón i Rosario Medero) i va ser elegida senadora de la República per al període 2000-2005, i candidata a la Intendència de Canelones en les elecciones municipals de 2000.
És mare de tres fills: Pilar, Luis i Juan José.

## Comentaris polítics
Pou destaca pel seu diàleg directe i popular. El seu comentari més conegut és:
| «                                 | Jo sóc dona, sóc mare, i no penso abdicar d'això, perquè és la missió més important que tinc en aquest món. Ans el contrari, vull incorporar-ho | » |
| — Radio El espectador, 22/10/1999 | |   |